# Anastoechus nigricirratus
Anastoechus nigricirratus är en tvåvingeart som beskrevs av Becker och Stein 1913. Anastoechus nigricirratus ingår i släktet Anastoechus och familjen svävflugor. Inga underarter finns listade i Catalogue of Life.